# 추완항소
추완항소(追完抗訴, subsequent completion appeal)란 당사자가 그 책임질 수 없는 사유로 인하여 불변기간을 준수할 수 없었던 경우에는 그 사유가 없어진 후 2주일 내에 게을리한 소송 행위를 보완하는 것으로 민사소송법 제173조 제1항이 규정하고 있다. 추후보완항소라고도 한다. 예를 들어 천재지변이나 피고 자신도 모르게 판결이 선고되는 것과 같이 항소인이 책임질 수 없는 사유로 인하여 항소기간을 준수할 수 없었을 경우에 허용되며 소송 당사자가 자발적으로 재판결과를 알아보기 위해 노력했고 항소기간을 경과한 기일이 비교적 짧을 때 인정을 받을 수 있다.

## 사례
- 주한미군 한국인 고용원이 미국 정부를 상대로 해고무효 확인소송을 제기하였고 피고측은 송달을 받고도 답변서도 제출하지 않고 법정에도 출석하지 않아 원고승소하였고 판결이 확정되었다.  판결문을 76년 제정된 대법원 예규에 따라 영사송달을 통해 재판기일 통지서와 판결문 등을 미 법무부에 보냈지만 피고 미국정부 측은 "92년에 만들어진 국제민사사법공조법에 따르면 양국 정부기관을 통해 재판서류가 송달돼야했다"고 주장하여 추완항소를 제기한 예가 있다[2].

- 한 기업이 국회위원을 상대로 손해배상 청구소송을 제기하고 국회 사무처에 소장 부본과 소송 안내서, 판결선고 기일 통지서를 보냈지만 피고측이 전혀 응소하지 않았아 피고가 패소하였는데 피고는 총선을 앞두고 아무도 의원회관에 나가지 않아 법원 우편물이 왔는지 알지 못했다고 주장하며 추완항소를 주장한 예가 있다[3]

- 2001년 사고로 하반신이 완전 마비되는 중상을 입은 김씨는 병원에서 입원치료를 받다 병원 사정상 중환자는 한 병원에 오래 머무를 수 없었기 때문에 2001년 12월 병원을 옮겼고 2002년 6월 S재활병원으로, 그해 10월 다시 국립재활병원으로 옮겨다니며 입원치료를 받았다. 병원에 있느라 오랜기간 집에 가지 못하게 되어 주민등록상 주소지를 부모님 댁으로 옮겨뒀고 부인은 시부모댁과 병원을 오가며 간병했는데 이 과정에서 사고가해차량 보험사인 H보험사는 2002년 7월 김씨를 상대로 채무부존재 확인소송을 제기하였고 H보험사는 김씨가 2002년 10월 국립재활병원으로 옮긴 뒤에도 S재활병원을 송달처로 해 소송서류를 접수했고 법원도 S재활병원으로 변론기일 통지서를 보냈다. 김씨의 주소지가 송달불능으로 나오자 원고승소로 되었고 법원은 김씨가 퇴원했기 때문인데도 H보험사나 1심 법원은 김씨의 주소를 확인하거나 김씨에게 주소보정을 명하지도 않고 재판을 끝낸 잘못이 있다고 원심을 깬 판결이 있다[4].

- 한 구청이 재개발조합과의 400억원대 소송에서 1심 패소 뒤 구청 담당직원의 고혈압으로 항소날짜를 지키지 못해 기일내 2심 재판을 신청하지 못한 것은 천재지변 등 불가피한 사유가 아니어서 추완항소로 인정받지 못하였다[5].

- 원고가 상대방이 주민등록을 옮기지 않고 실제 이사 간 곳이나 살고 있는 주소를 알고 있음에도 그냥 주소보정을 하지 않고 주소를 모른다고 법원에 공시송달 신청을 하여 판결이 난 경우에 상대방은 재판 내용을 전혀 모르고 있다가 나중에 강제집행이 실시될 때 알게 된 경우 추완항소를 제기할 수 있다[6].

- A씨는 1994년 아버지가 사망하면서 남긴 많은 빚을 감당할 수 없어 상속을 포기했는데 1999년과 2006년, 아버지의 채권자들이 A씨를 상대로 "빚을 갚으라"는 소송을 냈고 당시 이 사실을 몰랐던 A씨는 공시송달로 패소했는데 A씨는 판결의 존재를 알게 된 시점에서 14일 이내에 추완항소를 제기하면 다시 한 번 상속 포기를 주장하며 다툴 수 있으나 1999년에 있었던 판결에 대해 추완항소를 내야 한다는 의견은 밝히지 않았고 결국 A씨는 소송에서 졌다. A는 변호사를 상대로 소송을 제기하였고 변호사는 법률 조언 잘못을 이유로 2억 5000만원을 배상하게 되었다[7].

- 법원은 소송대리인 법무법인에게 판결문이 올바르게 보내진 뒤 소송대리인과 의뢰인의 소통부재를 이유로 항소기간이 지났다면, 이는 추완항소 사유에 해당하지 않는다며 항소를 기각했다.[8]

- 외국인 아내를 상대로 혼인 무효 진행 당시 한국 입국하고 약 40일 만에 가출하였고 이후 연락이 뜸하다 가출사유에 대한 메신저를 저에게 보낸적이 있어 이에 자료로 안산지원에 보내어 혼인 무효 승소판결 받은 후, 외국인 아내가 추완항소한 사례가 있다[9].

## 판례

### 추완항소의 신의칙 위배여부
- 민사소송의 당사자 및 관계인은 소송절차가 공정 신속하고, 경제적으로 진행되도록 신의에 쫓아 성실하게 소송절차에 협력해야 할 의무가 있으므로, 당사자 일방이 과거에 일정 방향의 태도를 취하여 상대방이 이를 신뢰하고 자기의 소송상의 지위를 구축하였는데, 그 신뢰를 저버리고 종전의 태도와 지극히 모순되는 소송행위를 하는 것은 신의법칙상 허용되지 않고, 따라서 원심에서 피고의 추완항소를 받아들여 심리 결과 본안판단에서 피고의 항소가 이유 없다고 기각하자 추완항소를 신청했던 피고 자신이 이제 상고이유에서 그 부적법을 스스로 주장하는 것은 허용될 수 없다[10].

### 기판력
시효중단 등 특별한 사정이 있어 예외적으로 확정된 승소판결과 동일한 소송물에 기한 신소가 허용되는 경우라 하더라도 신소의 판결이 전소의 승소 확정판결의 내용에 저촉되어서는 아니되므로, 후소 법원으로서는 그 확정된 권리를 주장할 수 있는 요건이 구비되어 있는지 여부에 관하여 다시 심리할 수 없다. 따라서 피고가 후소에서 전소의 확정된 권리관계를 다투기 위하여는 먼저 전소의 승소 확정판결에 대하여 적법한 추완항소를 제기함으로써 그 기판력을 소멸시켜야 할 것이다.

### 재심과 관계
- 민사소송법 제451조 제1항 제11호의 재심사유가 있는 경우 추완항소기간 내에 항소를 제기하지 아니하면 재심의 소를 제기할 수 없는지 문제된 사안에서, 재심사유와 추완항소사유가 동시에 존재하고 추완항소기간을 도과한 경우에는 재심기간이 경과하지 않았다 하더라도 민사소송법 제451조 제1항 단서에 의하여 재심청구를 할 수 없다고 본 원심판결에는 법리오해의 위법이 있다[12].

- 당사자가 상대방의 주소 또는 거소를 알고 있었음에도 불구하고 소재불명 또는 허위의 주소나 거소로 하여 소를 제기한 탓으로 공시송달의 방법에 의하여 판결(심판)정본이 송달된 때에는 민사소송법 제451조 제1항 제11호에 의하여 재심을 제기할 수 있음은 물론이나 또한 같은 법 제173조에 의한 소송행위 추완에 의하여도 상소를 제기할 수도 있다[13]).

### 이를 알고도 주장하지 아니한 때의 의미
- ‘이를 알고도 주장하지 아니한 때’라고 함은 재심사유가 있는 것을 알았음에도 불구하고 상소를 제기하고도 상소심에서 그 사유를 주장하지 아니한 경우뿐만 아니라, 상소를 제기하지 아니하여 판결이 그대로 확정된 경우까지도 포함하는 것이라고 해석하여야 할 것이다[14].

## 같이 보기
- 대한민국 민사소송법 제173조
- 재심

## 참고 문헌
- 대법원, 추완항소요건 완화 판결 '성실한 소송 수행·휴가철에 송달'등 이유, 법률신문 2001-03-09 보관됨 2013-10-05 - 웨이백 머신
- 송달불능으로 공시송달 된 때 추후보완항소가 가능한지, 법률신문, 법률상담사례
- 법률플러스-나도 모르는 사이에 판결이 선고됐다니 2012.12.31
- 2013.07.15 고윤기 변호사의 만화 법률-해외에서 돌아오니 내 집이 경매 중 내가 모르는 사이에 패소했다면?